# Datowanie metodą potasowo-argonową
Metoda potasowo-argonowa (K-Ar) – izotopowa metoda datowania stosowana w geochronologii i archeologii. Opiera się na pomiarze ilości argonu (Ar) – produktu rozpadu radioaktywnego izotopu potasu (K). Potas jest powszechnym pierwiastkiem występującym w wielu materiałach, takich jak miki, minerały ilaste, materiały piroklastyczne i ewaporaty. W tych materiałach produkt rozpadu 40Ar jest w stanie uciec z ciekłej (stopionej) skały, kumuluje się, gdy skała zestali się. Na ilość argonu w próbce może wpłynąć jego dyfuzja z powietrza lub do powietrza, co może zmniejszyć dokładność pomiaru.
Metoda ta jest również stosowana do datowania stanowisk wczesnych hominidów w Afryce, pochodzących sprzed blisko 5 milionów lat. W przypadku skał wulkanicznych można nią datować tylko te, których wiek przekracza 100 000 lat.

## Podstawowe założenia metody
Datowanie to, podobnie jak metoda radiowęglowa, opiera się na, tym że szybkość rozpadu promieniotwórczego a tym samym i akumulacja produktów rozpadu jest stała i niezależna od jakichkolwiek czynników fizycznych.
W tej metodzie wykorzystuje się powszechność występowania potasu w minerałach oraz istnienie jego izotopu 40K o odpowiednio długim czasie rozpadu, który rozpada się do trwałego gazowego izotopu argonu 40Ar, uwięzienie powstającego argonu w skale, a uwalnianie go, gdy skała ulegnie stopieniu.
Znając szybkość rozpadu 40K (jego czas połowicznego zaniku wynosi ok. 1,26 miliarda lat) i zmierzywszy ilość 40K i 40Ar uwięzionego w próbce skały, można obliczyć czas zachodzący między jej formowaniem się a wykonaniem badania.
Jak przy wszystkich radiometrycznych metodach datowania, istotne jest wykrycie czynnika zerującego zegar archeologiczny. W tym przypadku byłoby to uformowanie się skały w wyniku aktywności wulkanicznej, uwalniającej cały znajdujący się tam wcześniej argon.
Niektóre obszary, najważniejsze dla badań dolnego paleolitu, a zwłaszcza Wielki Rów Wschodni w Afryce, to rejony aktywności wulkanicznej. Oznacza to, że pozostałości archeologiczne znajdują się często w warstwach geologicznych powstałych w wyniku działalności wulkanicznej, a zatem nadających się do datowania tą metodą. Dodatkowo są one często przykryte przez porównywalne skały wulkaniczne, a więc daty takich dwóch warstw geologicznych wyznaczają granice chronologiczne dla zawartego między nimi złoża archeologicznego.

## Przebieg pomiaru
Pierwotnie określano ilość argonu przez odparowanie go z próbki do próżni, a następnie pomiar ilości argonu próżniomierzem. Ilość potasu określano oddzielnie z oddzielnej próbki. Technika ta wnosiła ograniczenie na minimalną zawartość argonu w próbce oraz rodziło niepewność pomiaru wynikającą z nierównomiernego rozłożenia pierwotnego potasu w skale.
Techniki przygotowania próbki oraz pomiar ilości pierwiastków ulegał rozwojowi. Po rozpowszechnieniu się spektrometrów masy zastosowano je do pomiaru ilości poszczególnych izotopów.
Do pomiaru wybierane jest kilka próbek ze złoża, zwraca się uwagę, by zawierała ona minerały typowe dla danego złoża przydatne do badania, oraz by w pobliżu próbki nie było spękań i zwietrzeń skały. Próbki są oznaczane, rejestrowane, określa się ich położenie w złożu. Przeznaczone do badań próbki kruszy się w czystym sprzęcie, wybiera się określone minerały, następnie czyści i suszy. Przegląda się pod mikroskopem, zakwalifikowane do pomiaru próbki wygrzewa się w piecu próżniowym, tak by pozbyć się gazów osiadłych na powierzchni próbki.
Właściwy pomiar rozpoczyna się od stopienia próbki w piecu próżniowym, gazy ulatniające się z próbki zbierane na węglu aktywowanym chłodzonym ciekłym azotem. W tej temperaturze argon osiada na węglu. Do pieca wpuszcza się dokładnie określoną ilość argonu-38. Ten krótkożyjący izotop argonu niewystępujący w przyrodzie umożliwia skalibrowanie pomiaru. Zebrane na węglu gazy są odparowywane i oczyszczane, a pozostający argon jest kierowany do spektrometru mas, w którym oznaczane są ilości izotopów argonu: 36Ar, 38Ar i 40Ar.
Jeśli próbka nie została zanieczyszczona argonem atmosferycznym, to nie powinno być w niej 36Ar. Ilość 36Ar decyduje o odrzuceniu próbki albo wykonaniu korekcji powietrznej, zmniejszając ilość 38Ar i 40Ar w proporcjonalnie do 36Ar i składu izotopowego argonu atmosferycznego.

## Modyfikacje metody
Rozwinięciem metody potasowo-argonowej, jest metoda argonowa. Jest to bardziej czuły wariant metody K-Ar (znany jest jako datowanie za pomocą fuzji laserowej argon-argon), pozwalający na kilkukrotne określanie wieku próbki, przez co zwiększa się wiarygodność ustalonej daty, a także umożliwiający uzyskiwanie dokładniejszych wyników z mniejszych próbek. Trwały izotop potasu 39K jest przekształcany w 39Ar w drodze bombardowania próbki, którą chcemy wydatować, strumieniem neutronów. Ilość obu izotopów argonu może być następnie zmierzona, po ich uwolnieniu w wyniku fuzji laserowej, przez spektrometr masowy.

## Formuła
Potas na Ziemi występuje w 3 izotopach: 39K (93,2581%), 40K (0,0117%), 41K (6,7302%). Izotopy 39K i 41K są stabilne, ale 40K rozpada się na dwa sposoby:
Przez wychwyt elektronu:
- {\displaystyle {}^{40}\mathrm {K} +\mathrm {e} ^{-}\to {}^{40}\mathrm {Ar} +\gamma \ (1{,}505\ {\text{MeV}})}

{\displaystyle \lambda _{\varepsilon }=0{,}581\cdot 10^{-10}} rok−1
Przez rozpad beta minus:
- {\displaystyle {}^{40}\mathrm {K} \to {}^{40}\mathrm {Ca} +\beta ^{-}(1{,}311\ {\text{MeV}})}

{\displaystyle \lambda _{\beta }=4{,}962\cdot 10^{-10}} rok−1
Z prawa rozpadu naturalnego wynika wzór na wiek próbki:
{\displaystyle {}^{40}\mathrm {Ar} ={\frac {\lambda _{\epsilon }}{\lambda }}{}^{40}\mathrm {K} \left(e^{\lambda t}-1\right)}
{\displaystyle t={\frac {1}{\lambda }}\ln \left[1+{\frac {\lambda }{\lambda _{\epsilon }}}\left({\frac {{}^{40}\mathrm {Ar} }{{}^{40}\mathrm {K} }}\right)\right]}
gdzie {\displaystyle \lambda =\lambda _{\epsilon }+\lambda _{\beta }.}
Dla czasów znacznie mniejszych od czasu połowicznego zaniku potasu 40 stosunek {\displaystyle \left({\tfrac {{}^{40}\mathrm {Ar} }{{}^{40}\mathrm {K} }}\right)} jest znacznie mniejszy od 1, wówczas wyrażenie na czas upraszcza się do:
{\displaystyle t={\frac {1}{\lambda _{\epsilon }}}\left({\frac {{}^{40}\mathrm {Ar} }{{}^{40}\mathrm {K} }}\right)={\frac {1}{0{,}1048\times \lambda }}\left({\frac {{}^{40}\mathrm {Ar} }{{}^{40}\mathrm {K} }}\right).}

## Ograniczenia
Technika potasowo-argonowa działa dobrze dla prawie każdej skały magmowej lub wulkanicznej, pod warunkiem, że skała nie przeszła rekrystalizacji przez ogrzewanie po jej początkowym utworzeniu.
Rezultaty datowania metodą argonowo-potasową obciążone są błędem szacunkowym (tak samo, jak w przypadku innych metod radiometrycznych). Główne ograniczenie tej techniki polega na tym, że może być użyta jedynie do datowania znalezisk przykrytych przez skałę wulkaniczną, oraz że rzadko za jej pomocą udaje się osiągnąć dokładność wyższą niż ±10%. Niemniej metoda ta stała się kluczowym narzędziem na obszarach, gdzie występuje odpowiedni materiał wulkaniczny.
Nie ma metody, która pozwalałaby określić początkową zawartość argonu w momencie zastygania skały. Argon 40Ar powstały z rozpadu potasu 40K zawartego w skałach jest nie do odróżnienia od argonu 40Ar pochodzenia atmosferycznego.
W określanym na podstawie rozpadu potasu 40K czasie nie mogą występować żadne czynniki zakłócające ilość argonu w skale. Problem polega na tym, że skały mają zdolność absorpcji argonu z powietrza i wody. Nie istnieje metoda, umożliwiająca określenie, jaki wpływ na zawartość argonu w skale miała woda.